# كلايتون (لاعب كرة قدم برازيلي)
كلايتون هو لاعب كرة قدم برازيلي في مركز الوسط، ولد في 9 ديسمبر 1986 في أوروغوايانا في البرازيل. لعب مع Yuen Long FC ‏.

## وصلات خارجية
- كلايتون (لاعب كرة قدم برازيلي) على موقع قاعدة بيانات كرة القدم.إي يو (الإنجليزية)
- كلايتون (لاعب كرة قدم برازيلي) على موقع Soccerway.com (الإنجليزية)